# Jorge Salum del Palacio
Jorge Alejandro Salum del Palacio (Victoria de Durango, Durango; 1 de septiembre de 1962) es un político mexicano, miembro del Partido Acción Nacional. Ha sido diputado federal y fue presidente municipal de Durango.

## Biografía
Jorge Salum del Palacio es licenciado en Administración de Empresas y en Contaduría Pública, ambas por la Universidad Juárez del Estado de Durango. Durante gran parte de su vida se dedicó al ejercicio de su profesión y como empresario del ramo mueblero, que lo llevó a ser miembro y vicrepresidente de la Confederación Patronal de la República Mexicana (COPARMEX) en Durango y consejero de la Cámara Nacional de la Industria de la Transformación (CANACINTRA).
Inicialmente miembro adherente y luego militante pleno del PAN, fue presidente del comité municipal en el municipio de Durango y de 2005 a 2006 fue regidor Ayuntamiento de Durango y coordinador de los regidores del PAN.
Solicitó licencia como regidor para ser candidato del PAN a diputado federal por el distrito 4 de Durango, siendo electo para la LX Legislatura de ese año al de 2009. En dicha legislatura fue secretario de la comisión de Economía, e integrante de la comisión de Asuntos Indígenas y de la comisión de Hacienda y Crédito Público.
En 2016 fue elegido diputado a la LXVII Legislatura del Congreso del Estado de Durango en representación del distrito 5 local, solicitó licencia en 2018 para ser postulado nuevamente candidato a diputado federal por el Distrito 4 federal, en esta ocasión por la coalición Por México al Frente que integraba su partido junto con el PRD y Movimiento Ciudadano. Los resultados electorales le dieron un triunfo por una mínima diferencia sobre la candidata de la coalición Juntos Haremos Historia, Hilda Patricia Ortega Nájera; que sin embargo impugnó la elección ante del Tribunal Electoral del Poder Judicial de la Federación, que le dio la razón, retirando el triunfo a Salum y otorgándoselo a ella, que se convirtió en diputada federal a la LXIV Legislatura.
En las elecciones de 2019 fue candidato del PAN a la presidencia municipal de Durango, habiendo logrado el triunfo en la misma.